# Inmigración belga en Chile
La inmigración belga en Chile hace referencia al movimiento migratorio de ciudadanos de nacionalidad belga o pertenecientes al pueblo belga, como también en general a personas provenientes de los actuales territorios del Reino de Bélgica hacia la República de Chile.

## Historia
Existe registro de la presencia de inmigrantes provenientes de los Países Bajos meridionales (actuales territorios belgas) durante la época de dominio del Imperio español (1556-1714); mientras que al mismo tiempo los españoles regían en el Reino de Chile, por lo que técnicamente se trataba de movimientos migratorios dentro de los mismos dominios de la Monarquía Hispánica.
El principal movimiento migratorio de belgas hacia Chile se produjo a partir de la segunda mitad del siglo XIX, una vez establecida la independencia de Bélgica de los Países Bajos, del mismo modo que Chile ya había dejado de formar parte de España a comienzos de siglo. 

### Colonización de Chiloé
Como parte de la colonización europea de Chiloé realizada a partir de 1895, un contingente de unas veinte familias belgas se asentó principalmente en el sector de Quetalmahue de la Isla Grande, iniciando las actividades de desarrollo urbano y agropecuario en la zona.

### Colonización de Chile Chico
Luego de la Segunda Guerra Mundial y una vez terminada la ocupación alemana por la Alemania nazi, entre 1947 y 1949 un grupo de familias belgas se asentó en la comuna de Chile Chico, Región de Aysén del General Carlos Ibáñez del Campo, en la Patagonia chilena. Ellos se dedicaron a labores de desarrollo agrícola y forestal, instalando entre otras actividades productivas, molinos y un banco aserradero. Como parte del proceso de migración campo-ciudad, muchos de sus descendientes emigraron a las grandes ciudades. En la comuna vecina de Río Ibáñez, existe un cauce de agua bautizado como Estero de los Belgas, en homenaje a los colonizadores de dicha nacionalidad.

## Personas destacadas

### Belgas residentes en Chile
- Gustavo Le Paige, sacerdote católico y científico.
- Maurice van de Maele, arqueólogo, antropológo y escritor.
- Roger Vekemans, sociólogo y sacerdote jesuita.
- Gustave Verniory, ingeniero.
- Isidora Zegers Montenegro, cantante y compositora.

### Chilenos de ascendencia belga
- Salvador Allende Gossens, médico y político.
- Eugenio Heiremans, empresario y dirigente gremial.
- Luis Alberto Heiremans, médico, literato y traductor, hermano del anterior.
- Enrique van Rysselberghe Martínez, político.
- Enrique van Rysselberghe Varela, arquitecto y político, hijo del anterior.
- Jacqueline van Rysselberghe, médico psiquiatra y política, hija del anterior.
- Violeta Vidaurre Heiremans, actriz, académica y guionista.